# Kľak
Kľak este o comună slovacă, aflată în districtul Žarnovica din regiunea Banská Bystrica. Localitatea se află la altitudinea de 650 m deasupra n.m., se întinde pe o suprafață de 22,81 km2 și în 2017 număra 198 de locuitori.

## Istoric
Localitatea Kľak este atestată documentar din 1735.

## Demografie
| An:                | 1994 | 2004   | 2014   | 2024    |
| ------------------ | ---- | ------ | ------ | ------- |
| Număr de persoane: | 251  | 242    | 218    | 168     |
| Diferență:         |      | −3,58% | −9,91% | −22,93% |

| An:                | 2023 | 2024   |
| ------------------ | ---- | ------ |
| Număr de persoane: | 170  | 168    |
| Diferență:         |      | −1,17% |